# Зец, Дарко
Дарко Зец (словен. Darko Zec; 21 февраля 1989, Любляна, Словения) — словенский футболист, защитник клуба «Донау» (Клагенфурт).

## Карьера
Дарко начал заниматься футболом в детской команде «Олимпии» из своего родного города, Любляны.
В 2005 году перешёл в молодёжную команду «Домжале», за основной состав которого Зец дебютировал 15 августа 2007 года. Всего в сезоне 2007/08 защитник провёл 21 матч в чемпионате и стал чемпионом Словении.
15 июля 2008 года Дарко дебютировал в квалификации Лиги чемпионов во встрече с люксембургским «Ф91 Дюделанж».
8 мая 2011 года Зец отметился первым забитым мячом. В том же сезоне «Домжале» стал обладателем Кубка Словении, Дарко выходил на поле в трёх матчах турнира, в том числе и в финальной встрече с «Марибором».

## Достижения
«Домжале»
- Чемпион Словении (1): 2007/08
- Обладатель Кубка Словении (1): 2010/11
- Обладатель Суперкубка Словении (1): 2011